# Mojopilang
Mojopilang is een bestuurslaag in het regentschap Mojokerto van de provincie Oost-Java, Indonesië. Mojopilang telt 2573 inwoners (volkstelling 2010).